# ارمنستان در ۲۰۰۱
لیست زیر رویدادهایی است که در طی سال ۲۰۰۱ (میلادی) در ارمنستان اتفاق افتاده است.

## صاحب منصبان
- رئیس‌جمهور: روبرت کوچاریان
- نخست‌وزیر: آندرانیک مارگاریان

## رویدادها

### سپتامبر
- ۲۵ سپتامبر - پاپ ژان پل دوم رهبر کاتولیک‌های جهان از کشور ارمنستان بازدید نمود تا در مراسم ۱٬۷۰۰مین سالگرد پذیرش مسیحیت به عنوان دین رسمی در کشور ارمنستان شرکت نماید.[۱][۲][۳]